# Ниагара (фильм, 1953)
«Ниагара» (англ. Niagara) — американский фильм 1953 года в жанре нуар и триллер режиссёра Генри Хэтуэя. Главные роли исполнили Мэрилин Монро, Джозеф Коттен, Джин Питерс и Макс Шоуолтер. Картина была одним из самых кассовых хитов кинокомпании 20th Century Fox в год своего выхода.

## Сюжет
Рэй и Полли Катлер, супруги, отправившиеся в отложенное свадебное путешествие, прибывают на Ниагарский водопад. Рэй пытается связаться со своим начальником мистером Кеттерингом, которого ожидал встретить на месте, но вскоре выясняется, что тот с женой ещё не прибыл. Тем временем Полли обнаруживает, что их заранее забронированный домик уже занят — в нём остановились Джордж и Роуз Лумис. Когда владелец домика, мистер Куа, просит Роуз освободить помещение, она отказывается, объяснив, что Джордж спит и только недавно был выписан из армейской психиатрической клиники после службы в Корее. Она не хочет его тревожить, так как он по-прежнему нестабилен. Катлеры с пониманием соглашаются на другой домик — без вида на водопад, — и вскоре обе пары знакомятся.
Брак Джорджа и Роуз полон напряжения и скрытого насилия. Она молода и соблазнительна, он — ревнив, угрюм и раздражителен. На следующий день, гуляя по окрестностям, Полли случайно становится свидетельницей страстного поцелуя Роуз с другим мужчиной — её любовником Тедом Патриком.
Вечером, присоединившись к импровизированной вечеринке под открытым небом, Роуз просит включить её любимую песню — «Kiss». Джордж в ярости выбегает из домика и разбивает пластинку, подозревая, что за песней скрыт личный смысл. Порезавшись о край пластинки, он возвращается в дом. Полли приходит, чтобы обработать рану антисептиком и перевязать. В разговоре он признаётся, что раньше держал овцеводческое ранчо, но после женитьбы на Роуз — когда та ещё была барменшей — его жизнь пошла под откос.
На следующий день Роуз заманивает Джорджа в подземный туристический тоннель за водопадом, где их уже ждёт Тед — он должен убить Джорджа. Как только дело будет сделано, Тед даст Роуз условный знак: закажет в башне Рейнбоу песню «Kiss». Услышав её, Роуз решает, что Джордж мёртв. Однако именно Джордж оказывается убийцей — он убивает Теда, сбрасывает тело в водопад и случайно забирает обувь Теда вместо своей. Это вводит полицию в заблуждение: они считают, что погиб именно Джордж. Роуз вызывают опознать тело. Когда она видит лицо Теда под простынёй, то теряет сознание, не успев ничего сказать, и оказывается в больнице.
Катлеров переселяют в домик, где ранее жили Лумисы. Джордж, пришедший туда, чтобы расправиться с Роуз, обнаруживает вместо неё спящую Полли. Проснувшись, она успевает его заметить. Джордж скрывается, а Полли сообщает полиции, которая начинает розыск. Во время очередной прогулки к водопаду Джордж неожиданно находит Полли в одиночестве. Пытаясь убежать, она подскальзывается, и он спасает её от падения в поток. Джордж признаётся, что убил Теда в целях самозащиты и умоляет оставить его «мертвым». Полли уходит, не отвечая. Позже она рассказывает детективу, что верит: Джордж жив.
Чтобы вновь напугать Роуз, Джордж заказывает в карильоне песню «Kiss». Роуз в панике покидает больницу и пытается скрыться, перебравшись обратно в США. На границе её встречает Джордж. Она убегает и прячется в башне с колоколами. В приступе ярости Джордж настигает её и душит под безмолвными колоколами. Когда он понимает, что двери заперты, садится рядом с телом и, потрясённый, говорит ей, что любил её. Вскоре мусорщик открывает дверь, и Джордж сбегает, направляясь к водопаду.
Тем временем Катлеры и Кеттеринги отправляются на лодочную прогулку по реке выше водопада. На остановке в Чиппаве за топливом Джордж крадёт катер, чтобы пересечь границу. Полли, вернувшись на борт, замечает его шляпу и понимает, что он внутри. Она пытается остановить Джорджа, но он отталкивает её, и она падает. Прежде чем он успевает высадить Полли, его замечает лодочник. Джорджу ничего не остаётся, как уплыть вместе с ней.
Полли умоляет его сдаться, говоря, что полиция поймёт: убийство Теда было самообороной. Но Джордж признаётся, что убил и Роуз. Полли потрясена. Полиция выходит в погоню, но лодка оказывается слишком близко к обрыву. Не справившись с управлением, Джордж пытается намеренно посадить лодку на мель, чтобы спасти Полли. Это удаётся лишь отчасти: он успевает перебросить её на скалу перед тем, как сам срывается вниз. Полли спасают с помощью вертолёта береговой охраны. В финале она воссоединяется с Рэем, и пара покидает водопад вместе.

## В ролях
| Актёр         | Роль             |
| ------------- | ---------------- |
| Мэрилин Монро | Роуз Лумис       |
| Джозеф Коттен | Джордж Лумис     |
| Джин Питерс   | Полли Катлер     |
| Макс Шоуолтер | Рэй Катлер       |
| Денис О'Ди    | инспектор Старки |
| Ричард Аллан  | Тед Патрик       |
| Дон Уилсон    | мистер Кэттеринг |
| Ларин Таттл   | миссис Кэттеринг |

## Производство и релиз

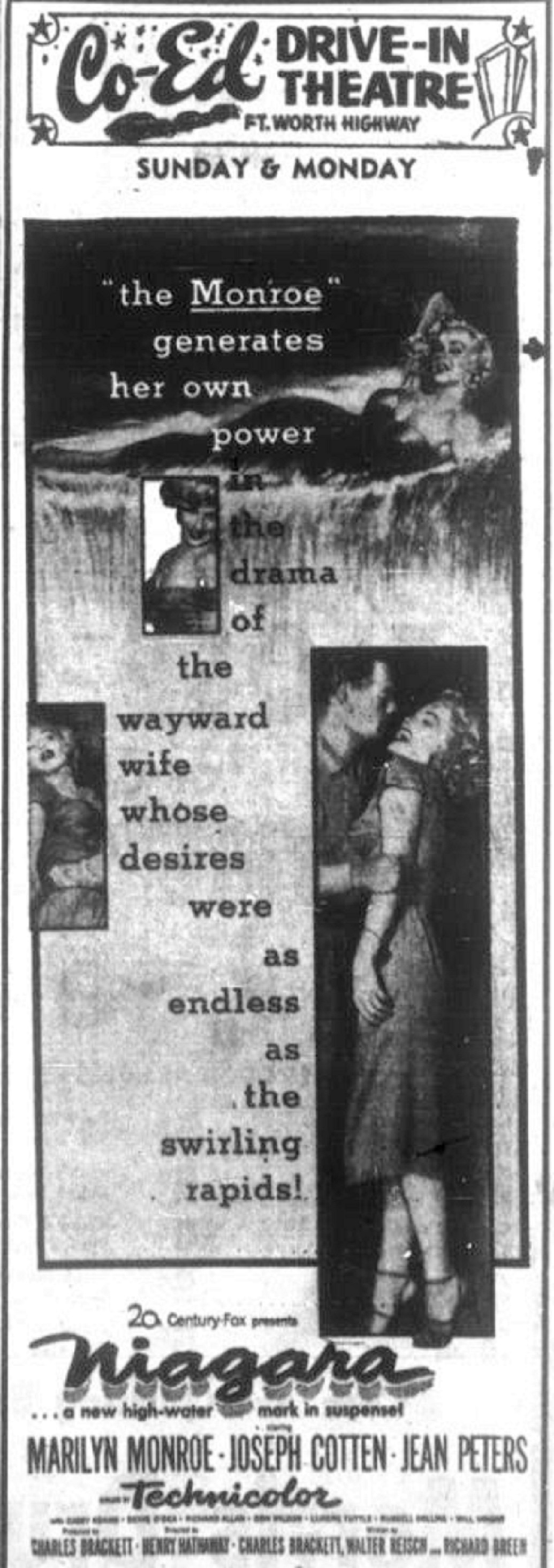
Рекламный постер фильма для Автокинотеатров, 1953

Уолтер Райш, один из сценаристов фильма рассказывал, что продюсер Чарльз Брэкетт хотел снять фильм в жанре детектив, действие которого происходило бы вокруг Ниагарского водопада.
Райш говорил: «Каждый, кто слышит название «Ниагара» думает о парочках, проводящих медовый месяц, или о какой-то сентиментальной истории о девушке, которая сбежала от мужа в брачную ночь. Было бы глупо снимать что-то типо с трюками Сони Хени или плавательными феериями в стиле Эстер Уильямс. Я хотел, чтобы это была детективная история с настоящим убийством».
Президент киностудии 20th Century Fox Дэррил Ф. Занук решил, что главную роль в фильме сыграет Мэрилин Монро. Райш вспоминал: «Не успели мы подумать о том, что это хорошая идея, как раздался второй телефонный звонок от Дэррила, в котором он сказал, что хочет, чтобы Монро сыграла не роль жертвы, а наоборот была злодейкой. Мы сказали ему что, мол, она же самая красивая девушка Америки, и ей бы больше подошла роль невинной жертвы. Но он настаивал на том, что его идея намного интереснее, так что мы тоже одобрили это. Мы не знали, понравится ли роль самой Мэрилин, но прочитав сценарий, она совсем не возражала, а даже наоборот».
Изначально планировалось, что роль Полли будет главной, и её исполнит Энн Бакстер и она же станет звездой фильма, но в конечном итоге её заменила Джин Питерс, а роль была отодвинута на второй план, так как ставка была сделана на Монро, которая к тому времени становилась всё более успешной.
По словам Райша, в финальной версии фильма «отсутствуют основные эпизоды»:
«После того, как Занук увидел финальную версию, он не мог принять тот факт, что полиция Ниагарского водопада была канадского происхождения. У нас были британские актёры, играющие канадских комиссаров, детективов и различных полицейских, это ему очень не понравилось. Мы предложили переснять эти сцены, но он настоял на том, чтоб их попросту вырезали. Американская публика, — сказал он, — не знает и не понимает, что Ниагарский водопад разделен границей, и что мы должны были использовать американских актёров для этих сцен. Режиссёр Хэтэуэй, которому эта идея тоже не понравилась, встал на его сторону. Так что в этой истории есть сюжетные дыры».

### Саундтрек
В фильме Монро спела единственную песню под названием «Kiss», написанную Хейвеном Гиллеспи на музыку Лайонела Ньюмана.

### Релиз и кассовые сборы
Хотя фильм был снят в цвете, трейлер к нему был чёрно-белым, а главная надпись на нём гласила следующее: «Мэрилин Монро в роли дразнящей соблазнительницы». Премьера фильма в США состоялась 21 января 1953 года. При затратах в полтора миллиона долларов, фильм собрал кассу в размере двух с половиной миллионов долларов, принеся студии доход в размере миллиона долларов.
Фильм необычен среди нуаров по нескольким причинам. Во-первых, из-за использования ярких, до рези в глазах, красок. Во-вторых, потому, что герой-любовник играет в сюжете не центральную, а довольно эпизодическую роль: зритель практически не видит его лица. В-третьих, потому, что к концу фильма гибнут все три участника любовного треугольника: страсть трактуется в фильме как сугубо разрушительная сила.

## Восприятие
Фильм получил в целом положительные отзывы от современных кинокритиков. На сайте-агрегаторе Rotten Tomatoes фильм имеет рейтинг 78% на основе 23 рецензий.
В 2001 году Роберт Уэстон написал:
«Ниагара – хороший фильм для поклонников нуара, которые жаждут чего-то необычного. Имейте в виду, что фильм был снят в великолепном цвете текниколор, а не в традиционном чёрно-белом, но всё же он может похвастаться достаточной долей теней и стиля.  Несомненно, лучшая причина, чтобы увидеть Ниагару, как и было обещано в трейлере — это пейзажи. Есть несколько потрясающих локаций, демонстрирующих захватывающие дух аспекты водопада до того, как город превратился в безвкусный канадский ответ Атлантик-Сити; и, конечно же, есть девушка по имени Мэрилин Монро, расцветающая в её скромных начинаниях».
При выходе на экраны The New York Times хвалила фильм, но не актёрскую игру в нём. В январе 1953 года они написали:
«Игнорируя идею о том, что существует семь чудес света, компания 20th Century Fox открыла ещё два и усовершенствовала их с помощью текниколора в «Ниагаре»... Поскольку продюсеры в полной мере используют как величие водопада и прилегающие к нему районы, так и величие Мэрилин Монро… Возможно, мисс Монро и не на вершине своего актёрского таланта, но ни режиссёра, ни джентльменов, стоявших за камерами это, похоже, не заботило. Они запечатлели все возможные изгибы актрисы как в уединении будуара, так и в столь же откровенных обтягивающих платьях. Также нам довольно конкретно продемонстрировали, что мисс Монро может быть соблазнительной, даже когда просто ходит. Как уже отмечалось, героям обстоятельства не позволяют свободно насладиться отдыхом, но водопады и мисс Монро — это то, на что определённо стоит посмотреть».
В Variety прокомментировали:

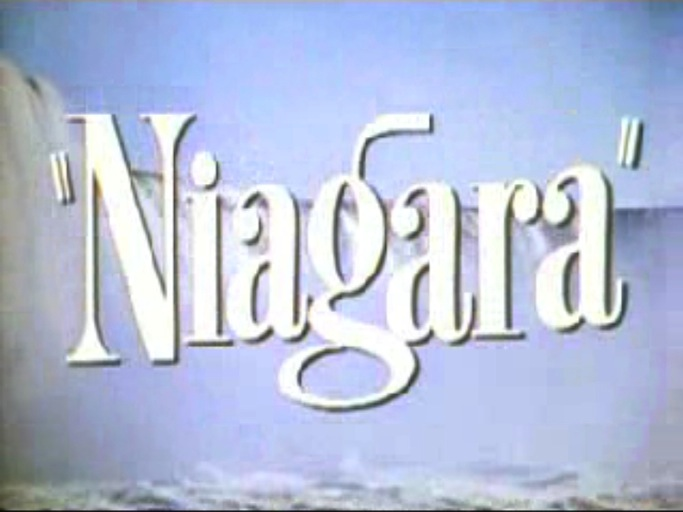
Вступительные титры

«Ниагара — это болезненное, избитое клише путешествие в мир похоти и убийства. Повсюду царит напряжённая атмосфера, которая действует на нервы ощущением надвигающейся катастрофы. Центром всего этого является Мэрилин Монро, которая отдыхает на Ниагарском водопаде с мужем Джозефом Коттеном... Камера задерживается на чувственных губах Монро, скользит по её фигуре и точно запечатлевает очертания её ягодиц, пока она плетётся по улице на встречу со своим возлюбленным.  Прелести женской фигуры дополнила ещё одна красота — красота водопада. Все эти природные явления были великолепно запечатлены камерой».

## Наследие
В течение нескольких недель после смерти Мэрилин Монро в августе 1962 года Энди Уорхол использовал рекламное фото из фильма «Ниагара» в качестве основы для своей шелкографической картины «Диптих Мэрилин».